# غليستغ
الغليستغ (بالإنجليزية: The glaistig)‏ هو شبح من الأساطير الإسكتلندية، ونوع من الفوات (أرواح حاقدة وخبيثة). تُعرف أيضًا باسم (العذارء الخضراء أو الغضة)، وقد تظهر على أنها امرأة ذات جمال أو تعابير مُنفرة، أو نصف امرأة ونصف ماعز تشبه الفون أو الساتير، أو في شكل ماعز. عادةً ما يُخفى النصف السفلي من شكلها الهجين عن طريق رداء أو ثوب أخضر طويل فضفاض، وغالبًا ما تظهر المرأة باللون الرمادي مع شعر أصفر طويل.